# Kalankoesläktet
Kalankoesläktet (Kalanchoe) är ett växtsläkte i familjen Fetbladsväxter med ca 130 arter från Afrika, Madagaskar, södra Asien och Indonesien.
Släktet innehåller allt från ettåriga örter till buskar. Bladen är motsatta, med eller utan skaft. De kan vara helbräddade till tandade eller parflikiga. Blomställningarna består av toppställda knippen, ibland grenade, med små stödblad. Blommorna är vanligen många, tvåkönade, fyrtaliga. Foderbladen är fria eller något sammanväxta vid basen, lansettlika eller triangulära, vanligen kortare än kronbladen.
Kronbladen är sammanväxta vid basen och bildar en blompip, flikarna är fria, längre än pipen och vanligen utbredda.
Ståndarna är av olika längd och dubbelt så många som kronbladen, infästa på mitten av blompipen. Frukten är en samling kapslar.